# 양식의 양식
《양식의 양식(糧食의 樣式, Manners of Taste)》는 대한민국의 JTBC에 방송된 음식 텔레비전 프로그램이다.

## 기획 의도
전 세계 음식 문화 속에서 오늘날 한식의 진정한 본 모습을 찾아 모험을 펼치는 교양 프로그램이다.

## 방송 시간
| 방송 채널 | 방송 기간                        | 방송 시간                    | 비고  |
| --------- | -------------------------------- | ---------------------------- | ----- |
| JTBC      | 2019년 12월 1일 ~ 2020년 2월 9일 | 매주 일요일 밤 11:00 ~ 12:20 | 8부작 |

## 출연진
- 백종원
- 최강창민
- 정재찬
- 유현준
- 채사장

## 에피소드 및 시청률
최저 시청률과 최고 시청률은 시청률 조사회사와 지역별로 시청률에 차이가 있을 수 있습니다.

### 2019년
| 회차 | 방송일자  | 메뉴      | AGB시청률 |
| ---- | --------- | --------- | --------- |
| 1회  | 12월 1일  | 한국 치킨 | 1.769%    |
| 2회  | 12월 8일  | 불고기    | 1.585%    |
| 3회  | 12월 15일 | 백반      | 1.225%    |
| 4회  | 12월 22일 | 냉면      | 1.196%    |

### 2020년
| 회차 | 방송일자 | 메뉴    | AGB시청률 |
| ---- | -------- | ------- | --------- |
| 5회  | 1월 5일  | 삼겹살  | 2.039%    |
| 6회  | 1월 12일 | 삭힌 맛 | 1.002%    |
| 7회  | 2월 2일  | 짜장면  | 1.393%    |
| 8회  | 2월 9일  | 국밥    | 1.309%    |

## 같이 보기
- 음식
- 한국 요리
- 수요미식회 (tvN)